# Stronie (powiat Wadowicki)
Stronie is een dorp in de Poolse woiwodschap Klein-Polen. De plaats maakt deel uit van de gemeente Stryszów en telt 1200 inwoners.

## Verkeer en vervoer

### Spoorlijnen

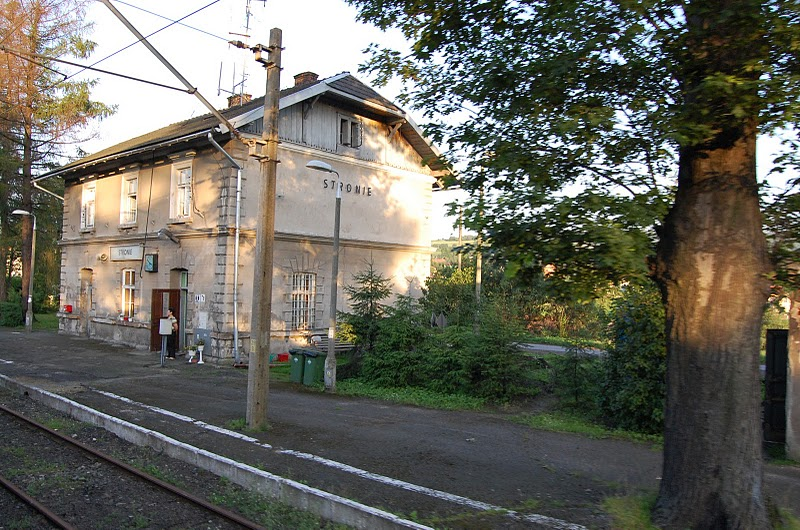
Station Stronie (2010)

Het dorp heeft één station: station Stronie. In 2021 maakten 20-49 reizigers per dag gebruik van het station. Het station bestaat uit twee sporen en ligt aan spoorlijn 97 Skawina - Żywiec.